# Тьєрі Сандр
Тьєрі Сандр (фр. Thierry Sandre, справжнє ім'я Жан Мулі (фр. Jean-Joseph Auguste Moulié; 9 травня 1891, Байонна — 11 жовтня 1950) — французький письменник, поет, есеїст.
Отримав Гонкурівську премію у 1924 році за роман «Жимолость». Тьєрі Сандр був фахівцем з французької літератури XVI століття, також відомий під псевдонімом Жан Дюмулін. Був перекладачем з грецької, латинської та арабської мови. Був секретарем П'єра Луї перед Першою світовою війною. Провів велику частину війни в полоні у Німеччині. У 1919 році став членом-засновником Асоціації військових письменників. З жовтня 1921 року активно брав участь у публікації антології письменників, загиблих у війні, у п'яти томах. У 1936 році став членом третього ордену святого Домініка. Поступив на військову службу в 1940 році, і знову був узятий в полон, але звільнений в 1941 році. Був прихильником режиму Віші. Через публікацію двох книжок у 1942 році, був включений до переліку письменників заборонених після війни. Невдовзі він був реабілітований та видав ще кілька книг.